# Богословка (Губкинский городской округ)
Богословка — село в Губкинском городском округе Белгородской области России. Административный центр Богословской территориальной администрации.

## География
Находится в северной части Белгородской области, в лесостепной зоне, в пределах юго-западных склонов Среднерусской возвышенности, на левом берегу реки Орлик, на расстоянии примерно 14 километров (по прямой) к юго-юго-западу от города Губкина, административного центра округа. Абсолютная высота — 157 метров над уровнем моря.

### Климат
Климат характеризуется как умеренно континентальный, с холодной зимой, тёплым летом и хорошо выраженными переходными сезонами. Среднегодовая температура воздуха — 6 °C. Средняя температура воздуха самого холодного месяца (января) — −8,5 °C (абсолютный минимум — −36 °C); самого тёплого месяца (июля) — 20,3 °C (абсолютный максимум — 41 °С). Длительность периода с положительными температурами выше 10 °С составляет 156 дней. Годовое количество атмосферных осадков — 528 мм, из которых 343 мм выпадает в тёплый период.

### Часовой пояс
Село Богословка как и вся Белгородская область, находится в часовой зоне МСК (московское время). Смещение применяемого времени относительно UTC составляет +3:00.

## История
Слобода Богословская (ранее Мышенка) основана полковником князем Мышецким, бывшим Оскольским воеводой не позднее 1715 г. при реке Орлик. С 1929 г началась коллективизация. Создано 11 колхозов. В 1954 году колхозы объединились в один - «Верный путь», специализирующийся на полеводстве и животноводстве. Более 900 жителей села ушли на фронт в 1941 г., из них 430 не вернулись. 7 месяцев территория находилась под оккупацией немецко-фашистских захватчиков. 

## Население
| 2002 | 2010 | 2011 | 2013 | 2015 | 2016 |
| ---- | ---- | ---- | ---- | ---- | ---- |
| 421  | ↗423 | ↘417 | ↗421 | ↘405 | ↘382 |

### Половой состав
По данным Всероссийской переписи населения 2010 года в гендерной структуре населения мужчины составляли 45,9 %, женщины — соответственно 54,1 %.

### Национальный состав
Согласно результатам переписи 2002 года, в национальной структуре населения русские составляли 92 %.